# گودال آبی

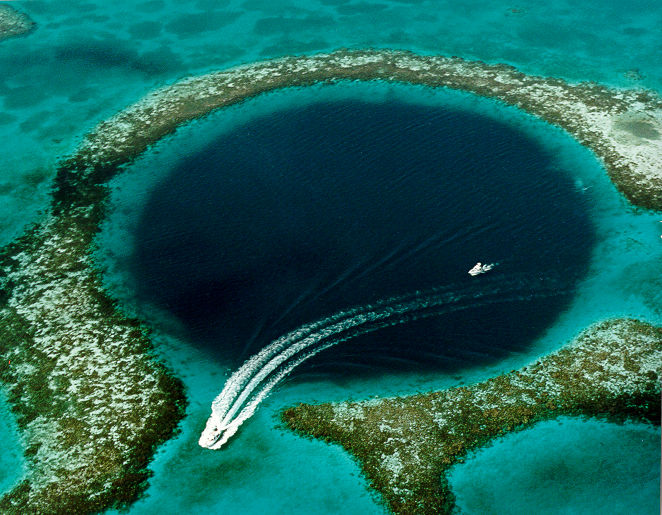
گودال آبی بزرگ واقع در نزدیکی جزیرهٔ امبرگریس کی، کشور بلیز.

گودال آبی (به انگلیسی: blue hole) یا آبی‌چال، به غارها و گودال‌های زیردریایی گفته می‌شود که در دریاهای برخی کشورها وجود دارد. این پدیده‌ها را غارهای عمودی نیز نامیده‌اند.
بیشتر گودال‌های آبی در باهاما و بلیز وجود دارد. ژرف‌ترین گودال آبی جهان گودال آبی دین نام دارد که در خلیجی در غرب کلیرنس تاون در لانگ‌آیلند در کشور باهاما قرار دارد. گودال‌های عمیق بعدی تنها ۱۰۰ تا ۱۲۰ متر (ژرفایی به اندازه نصف ژرفای گودال آبی دین) عمق دارند.